# Most Trisana
Most Trisana je významnou železniční stavbou na Arlberské dráze v rakouské spolkové zemi Tyrolsko. Nachází se na jednokolejném úseku jinak dvoukolejného, elektrifikovaného hlavního železničního tahu do Švýcarska. V době svého vzniku (1884) byl největším železničním mostem v Rakousku.[zdroj?]

## Jiné významné železniční stavby na Arlberské dráze
- Arlberský železniční tunel